# Manticao

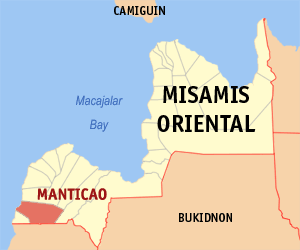
Bản đồ Misamis Oriental với vị trí của Manticao

Manticao là một đô thị hạng 4 ở tỉnh Misamis Oriental, Philippines. Theo điều tra dân số năm 2000 của Philipin, đô thị này có dân số 24.072 người trong 4.746 hộ.

## Các đơn vị hành chính
Manticao được chia ra 13 barangay.
- Argayoso
- Balintad
- Cabalantian
- Camanga
- Digkilaan
- Mahayahay
- Pagawan
- Paniangan
- Patag
- Poblacion
- Punta Silum
- Tuod
- Upper Malubog

## Geography
Manticao's geographical features consist of mountainous to flat plains to shorelines.